# Leptobrachium gunungense
Leptobrachium gunungense är en groddjursart som beskrevs av Rudolf Malkmus 1996. Leptobrachium gunungense ingår i släktet Leptobrachium och familjen Megophryidae. IUCN kategoriserar arten globalt som sårbar. Inga underarter finns listade i Catalogue of Life.